# Mondorff
Mondorff (in lussemburghese Mondorff, in tedesco Mondorf, in francico lorenese Munnerëf) è un comune francese di 577 abitanti situato nel dipartimento della Mosella nella regione del Grand Est.

## Geografia fisica
Situato a ridosso della frontiera con il Granducato del Lussemburgo, il comune di Mondorff forma di fatto un'unica conurbazione con il comune di Mondorf-les-Bains appartenente al cantone lussemburghese di Remich.

## Società

### Evoluzione demografica
Abitanti censiti